# Szczepanów (województwo małopolskie)

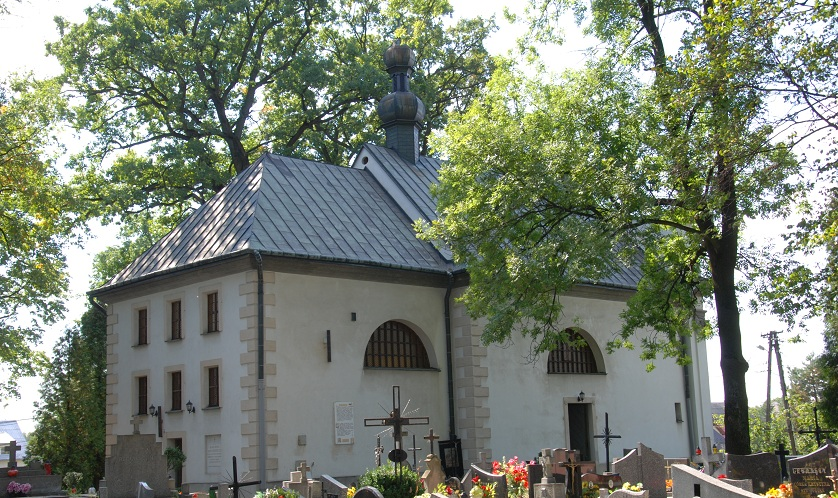
Kościół św. Stanisława w Szczepanowie

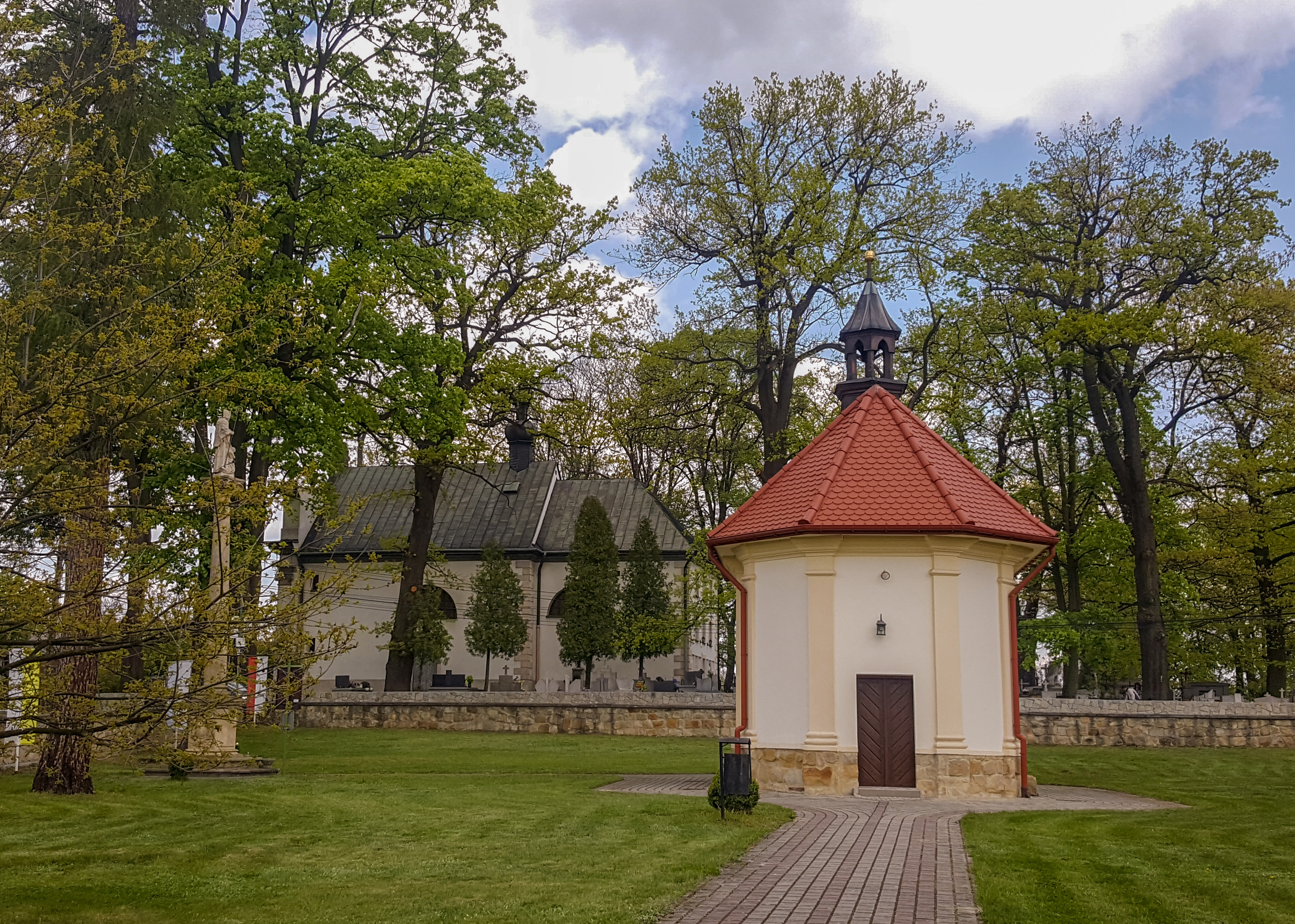
Kaplica narodzenia św. Stanisława, po lewej stronie kolumna z figurą świętego, w głębi kościół cmentarny

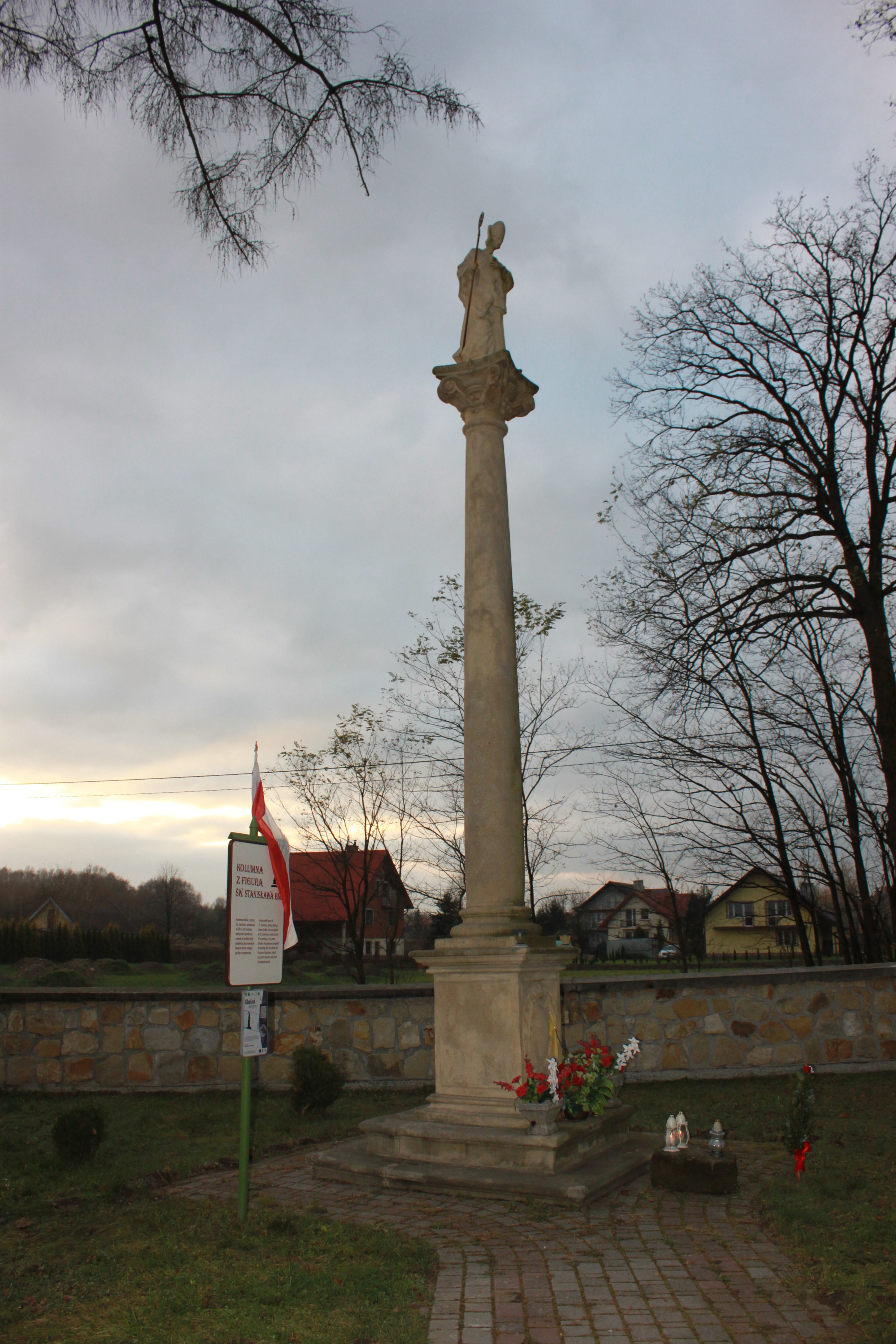
Kolumna z figurą świętego

Szczepanów – wieś w Polsce położona w województwie małopolskim, w powiecie brzeskim, w gminie Brzesko.
Szczepanów to według tradycji hagiograficznej miejsce urodzenia św. Stanisława Biskupa i Męczennika. W latach 1761–1850 miejscowość posiadała prawa miejskie. W latach 1973–1976 wieś była siedzibą gminy Szczepanów, a w latach 1975–1998 leżała w województwie tarnowskim.
Integralne części miejscowości: Januszów, Kocień, Koło Cegielni, Podlesie, Skotnik.

## Zabytki
Obiekty wpisane do rejestru zabytków nieruchomych województwa małopolskiego

### Kościół parafialny pw. św. Marii Magdaleny wraz z ogrodzeniem
Kościół wzmiankowany w połowie XIII w. przez Wincentego z Kielczy, autora Żywota św. Stanisława. Początkowo drewniany, fundacji m.in. biskupa krakowskiego Iwona Odrowąża. W 1470 r. na jego miejscu wzniesiony został przez Jana Długosza kościół murowany. W latach 1911–1914 kościół św. Marii Magdaleny rozbudowano. Autorem projektu architektonicznego był Jan Sas-Zubrzycki. Nowy kościół wybudowany jest w stylu neogotyckim, murowany, nie tynkowany, o charakterze bazylikowym. Od frontu wznosi się wysoka pięciokondygnacyjna wieża. Od południa i wschodu zachowało się gotyckie ogrodzenie, nadmurowane w epoce baroku z bramką, schodami i posągami świętych z XVIII wieku (św. Wojciecha i św. Stanisława).

### Kościół cmentarny pw. św. Stanisława wraz z dzwonnicą
W 1781 r. Stanisław Lubomirski ufundował kościół murowany św. Stanisława na miejscu, gdzie według tradycji stał dom Wielisława i Bogny (jest to jedna z wersji imion legendarnych rodziców św. Stanisława), a od XVI w. wznosił się drewniany kościółek.
Prezbiterium prostokątne, z wydzielonym od wschodu piętrowym przedsionkiem. Szersza nawa kwadratowa. Sufity z fasetą. W nawie podziały ramowe. W rozczłonkowaniu fasady zachodniej motyw rzymskiego łuku triumfalnego; trójpolowa, podzielona pilastrami i belkowaniem, zwieńczona attyką. W polu środkowym szerszym, lekko wysuniętym i zaakcentowanym trójkątnym przyczółkiem, arkadka półkolista, w której marmurowy portal z herbem Śreniawa, w polach bocznych ślepe okna i tablice z napisem dotyczącym fundacji kościoła z 1781 r. w miejsce dawnego z 1511. Na attyce nasadnik z krzyżem i cztery kamienne wazony. Fasada wschodnia o trzech kondygnacjach okien. Okna w elewacjach bocznych półkoliste. Ołtarze murowane, późnobarokowe z XVIII w. W głównym obraz św. Stanisława bpa z fundatorami i herbem Dębno z początku XVI w. oraz predella ze sceną kanonizacji i świętymi z XV wieku. Prospekt organowy klasycystyczny, w nim organy z tegoż okresu o trakturze mechanicznej, zrekonstruowane w 1993 roku. Dwa obrazki ośmioboczne z XVI w. Obrazy ze scenami z życia świętego – barokowe z XVIII wieku. Dwa portrety fundatorów z XVIII wieku.

### Kaplica narodzenia św. Stanisława wraz ze studnią
W 1861 na miejscu, gdzie według tradycji urodził się św. Stanisław, ks. Wojciech Bobek (ówczesny proboszcz) wybudował murowaną kaplicę neogotycką. Powstała ona w miejscu kaplicy drewnianej, pochodzącej z 1596 r., która uległa zniszczeniu w 1780.
Budowla z 1861 r. jest prostokątna, trójbocznie zamknięta, przykryta dachem siodłowym, na którym znajduje się wieżyczka z sygnaturką. Wewnątrz kaplicy, w ołtarzu, widnieje obraz, pochodzący z XIX w., będący kopią obrazu z 1520 roku. Przedstawia on scenę narodzenia i chrztu św. Stanisława. Ozdobiony jest drewnianą ramą o tematyce roślinnej. Ołtarz wsparty jest o pień drzewa dębowego, pod którym według legendy miał narodzić się św. Stanisław: Bogna, wracając z pola, urodziła Go pod tym drzewem i obmyła w pobliskim źródełku.

### Cmentarz wojenny nr 273
Cmentarz wojenny z okresu I wojny światowej, na którym spoczywa 122 żołnierzy armii austro-węgierskiej oraz rosyjskiej.

## Organizacje
- Rzymskokatolicka parafia św. Marii Magdaleny i św. Stanisława Biskupa w Szczepanowie

Świątynia katolicka została wzniesiona prawdopodobnie w XI wieku. Przekazy źródłowe z XIII w. przypisują fundację pierwszego kościoła św. Stanisławowi Biskupowi; pierwsza wzmianka ok. 1230 roku. W 1938 r. wyłączono Rysie, 1951 Buczę, tworząc tam parafie. Szpital istniał w 1754, szkoła w 1596 roku. W I poł. XI w. według legendy urodził się tu św. Stanisław Bp (zm. 11 kwietnia 1079).
- Ochotnicza Straż Pożarna w Szczepanowie

## Kultura i sport
- Biblioteka Publiczna w Szczepanowie
- boisko sportowe
- Szczepanowska Grupa Rekonstrukcyjna „Woje Świętego Stanisława”

## Szkoły
- Przedszkole Publiczne w Szczepanowie
- Publiczna Szkoła Podstawowa w Szczepanowie im. Bohaterów Westerplatte